# Dompierre-les-Ormes
Dompierre-les-Ormes település Franciaországban, Saône-et-Loire megyében. Lakosainak száma 883 fő (2022. január 1.). Dompierre-les-Ormes Trivy, La Chapelle-du-Mont-de-France, Matour, Montmelard, Trambly, Verosvres és Navour-sur-Grosne községekkel határos.

## Népesség
A település népességének változása:
| Lakosok száma | 933  | 921  | 951  | 907  | 898  | 889  | 883  | 880  | 883  |
|               | 2013 | 2015 | 2016 | 2017 | 2018 | 2019 | 2020 | 2021 | 2022 |